# Rezerwat przyrody Brodogóry
Rezerwat przyrody „Brodogóry” – rezerwat stepowy położony w województwie zachodniopomorskim, w powiecie pyrzyckim, w gminie Warnice; osobny płat rezerwatu o powierzchni 0,78 ha znajduje się w gminie Pyrzyce. Rezerwat leży na wschód od wsi Grędziec, 1,8 km na wschód-północny wschód od ujścia Płoni do Miedwia, 8 km na północ-północny wschód od Pyrzyc, po północno-zachodniej stronie drogi nr 106. Powierzchnia rezerwatu rozciąga się na odcinku ok. 1,4 km, po wschodniej stronie drogi Stary Przylep – Wierzbno.

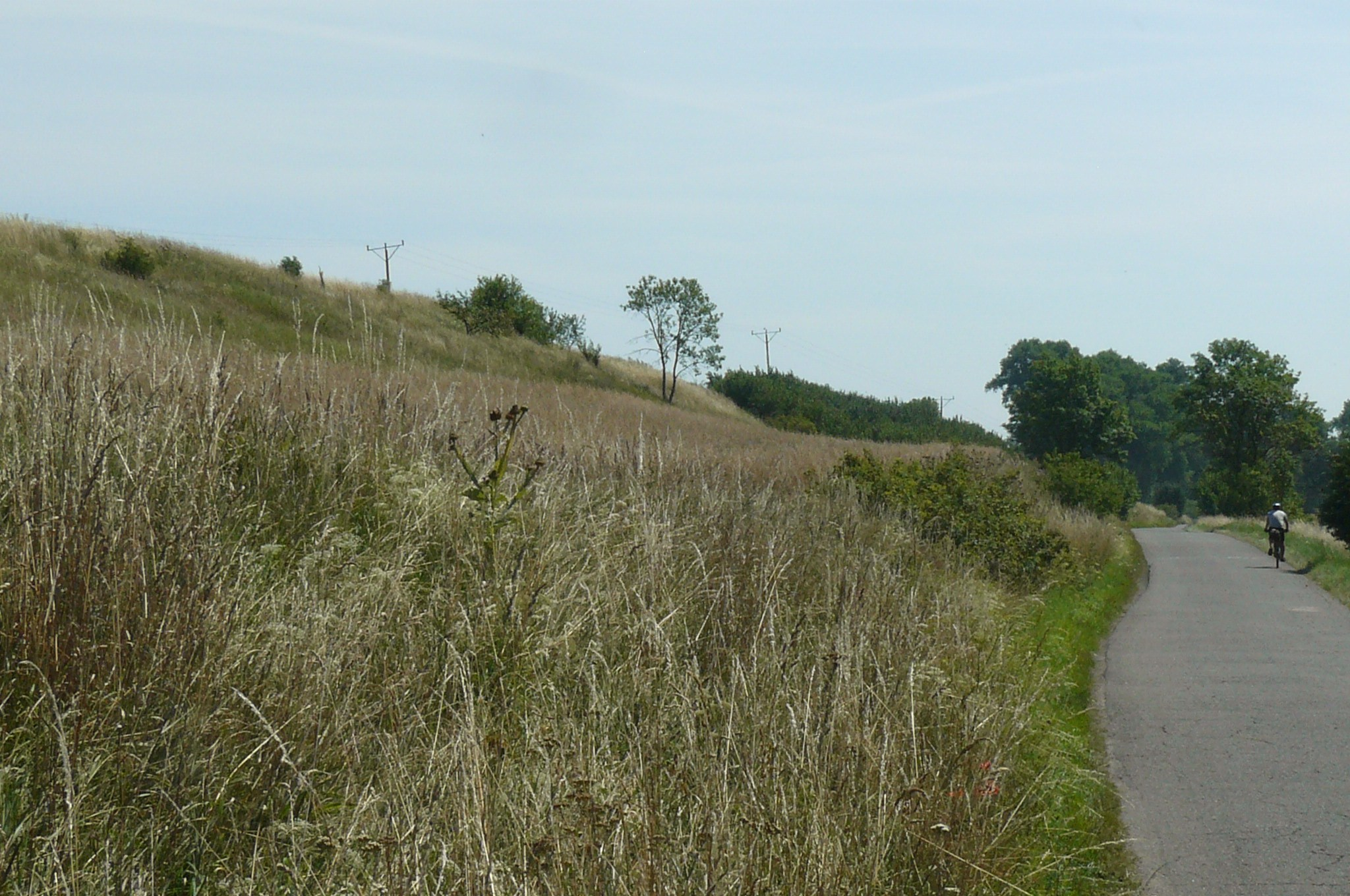
Fragment przy szosie

Rezerwat został utworzony zarządzeniem Ministra Leśnictwa i Przemysłu Drzewnego z dnia 14 lutego 1957 r. w sprawie uznania za rezerwat przyrody. Pierwotnie zajmował powierzchnię 9,00 ha. W 1978 r. zarządzeniem Ministra Leśnictwa i Przemysłu Drzewnego z dnia 10 kwietnia (Monitor Polski nr 15, poz. 53) powierzchnię rezerwatu zmniejszono do obecnej powierzchni 5,24 ha.
Celem ochrony jest zachowanie reliktowych i unikatowych na Pomorzu muraw kserotermicznych (Potentillo arenaria-Stipetum, Adonido-Brachypodietum, Sileno-Festucetum) z chronionymi i rzadkimi gatunkami roślin kserotermicznych i grzybów. Występują tu między innymi ostnica włosowata (Stipa capillata), pajęcznica liliowata (Anthericum lilago), a także dzwonek boloński (Campanula bonionensis) i syberyjski (Campanula sibirica).
Obszar rezerwatu objęty jest ochroną czynną.
Rezerwat jest położony w granicach dwóch obszarów sieci Natura 2000: obszaru specjalnej ochrony ptaków  „Jezioro Miedwie i Okolice” (PLB 320005) oraz specjalnego obszaru ochrony siedlisk „Dolina Płoni i Jezioro Miedwie” (PLH320006).
Wzdłuż rezerwatu prowadzi znakowany czerwony turystyczny Szlak Ziemi Pyrzyckiej im. Stanisława Jansona (długość 58 km; Morzyczyn – Koszewo – Wierzbno – Stary Przylep – Przelewice – Brzesko – Pyrzyce)